# 1853 en architecture
| Années de l'architecture : 1850 - 1851 - 1852 - 1853 - 1854 - 1855 - 1856    |
| Décennies de l'architecture : 1820 - 1830 - 1840 - 1850 - 1860 - 1870 - 1880 |

Cet article présente les faits marquants de l'année 1853 en architecture.

## Réalisations
- Ouverture de l'actuelle gare Saint-Lazare à Paris construite par Alfred Armand. Des travaux d'extension viendront après encore l'agrandir en 1889.
- L'église Saint-Jean-de-Jérusalem de Winkburn, édifiée au XIIe siècle dans le Nottinghamshire en Angleterre, est dotée d'un nouveau toit[1].

## Événements
- Georges Haussmann est nommé préfet de la Seine. Les grands travaux de transformation urbaine de Paris débutent.

## Récompenses
- Prix de Rome : Arthur-Stanislas Diet
- Royal Gold Medal : Robert Smirke.

## Naissances
- 24 mai : Pierre Esquié, architecte français († 16 janvier 1933).
- 27 mai : Henri-Paul Nénot, architecte français († 13 décembre 1934).
- 29 mai : Gaston Gutelle, architecte français († 23 octobre 1900).
- 15 août : Martin Roche, architecte américain († 4 juin 1927).
- 11 septembre : Stanford White, architecte américain († 25 juin 1906).

## Décès
- x